# Miho Takeda
Miho Takeda, född den 13 september 1976 i Kyoto, Japan, är en japansk konstsimmare.
Hon tog OS-brons i lagtävlingen i konstsim vid OS i Atlanta.
Hon tog OS-silver i duett i konstsim och även i OS-silver i lagtävlingen i konstsim i samband med de olympiska konstsimstävlingarna 2000 i Sydney.
Hon tog återigen OS-silver i duett i konstsim och även OS-silver i lagtävlingen i konstsim i samband med de olympiska konstsimstävlingarna 2004 i Aten.